# Buddha (sjö)
Buddha är en sjö i Antarktis. Den ligger i Östantarktis. Nya Zeeland gör anspråk på området. Buddha ligger 584 meter över havet.